# Vera Sack
Vera Sack (* 8. März 1927 in Berlin; † 8. April 2004 in Freiburg im Breisgau) war eine deutsche Bibliothekarin. 

## Leben
Vera Sack studierte nach ihrer Reifeprüfung (1947) von 1948 bis 1952 Germanistik und Geschichte an der Freien Universität Berlin, brach ihr Studium und das Promotionsvorhaben aus privaten Gründen jedoch ab. In Frankfurt am Main absolvierte sie eine Ausbildung als Diplom-Bibliothekarin und arbeitete von 1956 bis 1967 an der Stadt- und Universitätsbibliothek Frankfurt am Main, wo sie sich vor allem mit der Inkunabelkatalogisierung beschäftigte. Dort konnte sie den Inkunabelkatalog abschließen und veröffentlichen, anschließend wechselte sie an die Universitätsbibliothek Freiburg/Br., wo sie bis zum Eintritt in den Ruhestand 1992 arbeitete. Auch hier war sie im Bereich Alte Drucke tätig und arbeitete an der Inkunabelkatalogisierung und am Verzeichnis der im deutschen Sprachbereich erschienenen Drucke des 16. Jahrhunderts (VD 16). 
Am 13. April 1983 verlieh ihr die Philosophische Fakultät der Universität Freiburg/Br. die Ehrendoktorwürde.

## Schriften (Auswahl)
- (mit Kurt Ohly): Inkunabelkatalog der Stadt- und Universitätsbibliothek und anderer öffentlicher Sammlungen in Frankfurt am Main (= Kataloge der Stadt- und Universitätsbibliothek Frankfurt am Main, Bd. 1). Klostermann, Frankfurt/M. 1967.
- Über Verlegereinbände und Buchhandel Peter Schöffers. In: Börsenblatt für den deutschen Buchhandel, Bd. 26 (1971), S. 2775–2794.
- Unbekannte Donate. Neue Funde in Frankfurt und Freiburg. In: Archiv für Geschichte des Buchwesens, Bd. 13 (1972/73), Sp. 1461–1512.
- Bruchstücke von Regel und Konstitutionen südwestdeutscher Dominikanerinnen aus der Mitte des 13. Jahrhunderts (um 1241/42.). In: Zeitschrift für die Geschichte des Oberrheins, N.F., Bd. 84 (1975), S. 115–167.
- Das Flugblatt und sein Inhalt. In: Basler Zeitschrift für Geschichte und Altertumskunde, Bd. 75 (1975), S. 9–37.
- (Mitarb.): Sebastian Brants Gedicht an den heiligen Sebastian. Ein neuentdecktes Basler Flugblatt. In: Basler Zeitschrift für Geschichte und Altertumskunde, Bd. 75 (1975), S. 7–50.
- Zwei frühe Volkskartenspiele mit italienischen Farben. Zugleich ein Beitrag zur Datierung von Spielkarten. In: Archiv für Geschichte des Buchwesens, Bd. 16 (1976), Sp. 1218–1278.
- Ein Gedicht des Wanderpoeten Samuel Karoch von Lichtenberg zur Feier des Barbaratags in der Kölner Kartause (um 1486/89). In: Kaspar Elm u. a. (Hrsg.): Landesgeschichte und Geistesgeschichte. Festschrift für Otto Herding zum 65. Geburtstag (= Veröffentlichungen der Kommission für Geschichtliche Landeskunde in Baden-Württemberg, Reihe B, Bd. 92). Kohlhammer, Stuttgart 1977, S. 188–216, ISBN 3-17-004363-3.
- Insignia valent. Studien zur frühen Druck- und Buchgeschichte. Bd. 1. Universitätsbibliothek Freiburg/Br. 1983.
- Die Inkunabeln der Universitätsbibliothek und anderer öffentlicher Sammlungen in Freiburg im Breisgau und Umgebung. Drei Bände (= Kataloge der Universitätsbibliothek Freiburg im Breisgau, Bd. 2). Harrassowitz, Wiesbaden 1985, ISBN 3-447-02319-8.
- Der Vertrag eines Freiburger Zwischenbuchhändlers mit der Universität. Zur Geschichte buchhändlerischer Vertriebsformen und Usancen im ausgehenden 15. Jahrhundert. In: Archiv für Geschichte des Buchwesens, Bd. 27 (1986), S. 163–169.
- (mit Thomas Vogler): "Glauben" im Zeitalter des Glaubenskampfes. Eine Ode aus dem Straßburger Humanistenkreis und ihr wahrscheinliches Fortleben in Luthers Reformationslied "Ein feste Burg ist unser Gott"; Textanalysen und -interpretationen; mit einem Beitrag zur Frühgeschichte des Emblems (= Schriftenreihe der Universitätsbibliothek Freiburg im Breisgau, Bd. 13). Freiburg/Br. 1988.
- Sebastian Brant als politischer Publizist. Zwei Flugblatt-Satiren aus den Folgejahren des sogenannten Reformreichstags von 1495 (= Veröffentlichungen aus dem Archiv der Stadt Freiburg im Breisgau, Bd. 30). Stadtarchiv Freiburg i.Br. 1997, ISBN 3-00-002102-7.